# 中村寛 (人類学者)
中村 寛（なかむら ゆたか）は、日本の文化人類学者。
多摩美術大学リベラルアーツセンター／大学院教授。アトリエ・アンソロポロジー合同会社代表。

## 来歴
1999年に一橋大学社会学部を卒業。
2001年に一橋大学大学院社会学研究科地球社会研究専攻修士課程を修了。
2008年に一橋大学大学院社会学研究科地球社会研究専攻博士課程を修了後、多摩美術大学造形表現学部共通教育講師を務める。
2012年より多摩美術大学造形表現学部共通教育准教授を務める。
2014年より多摩美術大学美術学部准教授を務める。
2020年よりグッドデザイン賞の外部クリティークを務める。
2021年より多摩美術大学美術学部教授を務める。
2022年に「人類学に基づくデザインファーム」として、アトリエ・アンソロポロジー合同会社を設立。「さまざまな企業、デザイナー、経営者と社会実装をおこなう」。
2023年より多摩美術大学サーキュラー・オフィスの立ち上げに携わる。

## 人物
幼少期から少年時代にかけて、栃木県宇都宮市、東京都墨田区、ペンシルベニア州ピッツバーグ、石川県小松市、神奈川県横浜市ですごした後、高校時代にはイリノイ州シカゴ郊外ですごしていた。
かつてニューヨーク市ハーレムにおいて、長期にわたり現地でのフィールドワークを続けていた。それらを経て「周縁」における暴力などのテーマに取り組んでいる。

## 著作

### 単著
- 『残響のハーレム――ストリートに生きるムスリムたちの声』共和国、2015年11月
- 『アメリカの〈周縁〉をあるく: 旅する人類学』平凡社、2021年7月

### 共編著
- 『Lost and Found――同時代とアートを切り結ぶ。』（大沼彩子、平山みな美、吉國元とともに編集）人間学工房[3]、2013年5月
- 『Lost and Found vol.2――個＋個＝同時代』（池田萌子、石井水城、浦川逸、小野初美、友田真衣子、成田有沙とともに編集）人間学工房[3]、2014年6月
- 『芸術の授業―BEHIND CREATIVITY』（「III.かえりみる 4危機のなかの芸術」および編集を担当）弘文堂、2016年2月
- 『Lost and Found vol.3――生きなおす、同時代 』（後藤響子、井沼香保里、ユリィ、大和田慧とともに編集）人間学工房[3]、2016年3月
- 『Lost and Found vol.4――同時代を旅する』（笹目舞、杉原未希子、てろて、安達茉莉子、平山みな美とともに編集）人間学工房[3]、2017年3月

### 翻訳
- テリー・ウィリアムズ＆ウィリアム・コーンブルム『アップタウン・キッズ―ニューヨーク・ハーレムの公営団地とストリート文化』大月書店、2010年6月

### 寄稿
- 「暴力とアイデンティティ」（連載）『トイビト』2019年[4]
- 「殺される《叫び》のために」『現代思想』臨時増刊号、2020年9月
- 「デザイン人類学の地平」『DESIGN SCIENCE_01』2023年4月[5]
- 「人種差別をリデザインする」　『現代思想』第52号、2024年10月